# Nasr Ibn Ahmad
Nasr Ibn Ahmad (IX wiek - 892), perski władca z dynastii Samanidów, najstarszy syn Ahmada. Po objęciu tronu podporządkował sobie cały Mawarannahr w roku 875. W 888 roku został wzięty do niewoli przez swego brata Ismaila, przeciw któremu zorganizował wyprawę wojenną obawiając się jego rosnącej władzy. Ismail w zamian za przekazanie władzy nad królestwem pozwolił bratu powrócić do Samarkandy.